# Laser au dioxyde de carbone
Le laser au dioxyde de carbone (laser au CO2) est un des plus anciens lasers à gaz (en) développé par Kumar Patel dans les laboratoires Bell en 1964, et il garde encore de nos jours de très nombreuses applications.

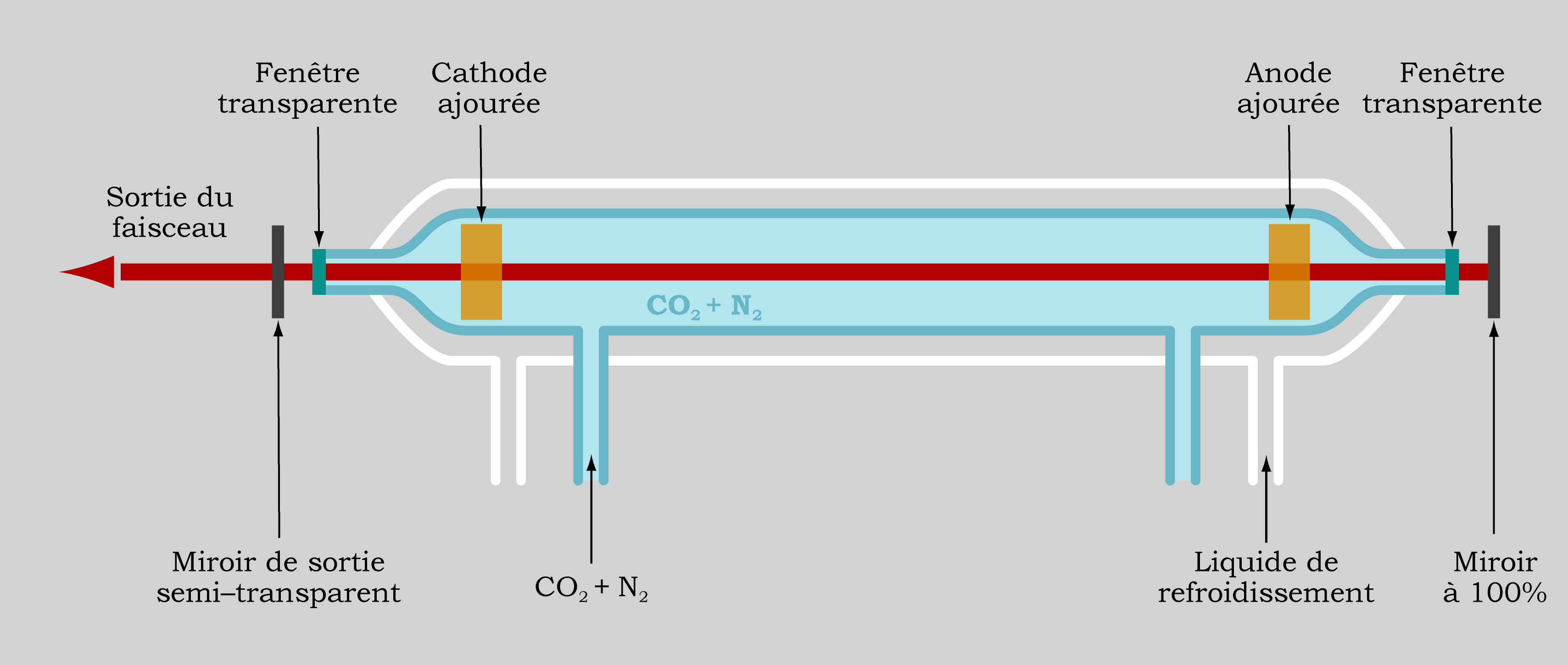
Schéma de principe d'un laser au dioxyde de carbone.

Les lasers au dioxyde de carbone en mode continu ont une grande puissance et sont aisément disponibles. Ils sont également très efficaces ; le rapport entre la puissance de pompage (puissance d'excitation) et la puissance de sortie atteint 20 %.
Les lasers au CO2 émettent dans l'infrarouge, leur bande de longueur d'onde principale étant centrée entre 9,4 et 10,6 μm (micromètres).

## Amplification
Le milieu amplificateur est un gaz — refroidi par un circuit d'eau dans le cas des grandes puissances — dans lequel on fait une décharge électrique. Le gaz utilisé dans le tube à décharge se compose de :
- dioxyde de carbone (CO2), environ 10 à 20 % ;
- diazote (N2), environ 10 à 20 %,
- dihydrogène (H2) et/ou xénon (Xe), quelques pourcents, généralement uniquement dans un tube fermé ;
- hélium (He) en quantité nécessaire pour compléter.

Les proportions varient selon le type précis de laser qu'on souhaite obtenir.
L'inversion de population dans le laser est réalisée selon la séquence suivante :
1. la collision avec un électron induit un état excité vibratoire dans le diazote. Comme le diazote est une molécule homonucléaire diatomique, son potentiel est pratiquement isotrope dans l'état fondamental. Sans excitation électronique, ses niveaux d'excitation vibratoires sont métastables et ont une grande durée de vie, ce qui ne permet pas de transfert radiatif spontané. ;
2. le transfert de l'énergie de collision entre le diazote et le dioxyde de carbone induit une excitation vibratoire du dioxyde de carbone avec une énergie suffisante pour conduire à l'inversion de population souhaitée pour le fonctionnement du laser ;
3. les molécules restent dans un état excité inférieur. Le retour à leur état fondamental se fait par collision avec des atomes d'hélium froids. Les atomes d'hélium échauffés par les chocs doivent être refroidis pour conserver leur capacité à produire une inversion de population des molécules de dioxyde de carbone. Dans les lasers à ampoule fermée, ce refroidissement se fait par échange de chaleur lorsque les atomes d'hélium rebondissent sur la paroi froide de l'ampoule. Dans le cas de lasers à flux, un courant continu de CO2 et de N2 est excité par la décharge et le mélange de gaz chaud est ensuite évacué par une pompe.

## Technologie
Étant donné que les lasers au CO2 émettent dans l'infrarouge, leur fabrication nécessite des matériaux spécifiques. Classiquement, les miroirs sont de type multicouche sur silicium ou bien, faits de molybdène ou d'or. Les fenêtres et les optiques sont en germanium ou en séléniure de zinc. Pour les hautes puissances on préférera l'or pour les miroirs et le séléniure de zinc pour les fenêtres. On peut même trouver des fenêtres et des optiques en diamant. Les fenêtres en diamant sont extrêmement onéreuses mais leur bonne conductivité thermique associée à leur dureté les rendent précieuses pour les puissances élevées ou dans les environnements particulièrement sales. Les éléments optiques fabriqués en diamant peuvent même être sablés sans altérer leurs propriétés optiques. À l'origine, les fenêtres et les optiques étaient fabriquées en sel, chlorure de sodium (NaCl) ou chlorure de potassium (KCl). Bien que ces matériaux soient particulièrement peu coûteux, on a abandonné leur usage en raison de leur grande sensibilité à l'humidité ambiante.
Le type le plus simple d'un laser au CO2 consiste en un tube à décharge fermé avec un mélange de gaz comme décrit ci-dessus, avec un miroir à 100 % d'un côté, et un miroir semi-transparent pelliculé avec du séléniure de zinc du côté de la sortie. La réflectivité du miroir de sortie est de l'ordre de 5 à 15 %.
Les lasers au CO2 fournissent des puissances allant du milliwatt (mW) à plusieurs centaines de kilowatts (kW). Le laser au CO2 peut aussi être facilement commuté (Q-switching) à l'aide d'un miroir rotatif ou d'un commutateur opto-électronique donnant lieu ainsi à des pics de puissance pouvant aller jusqu'au gigawatt (GW) en pointe.
Les transitions se faisant en réalité sur les bandes de vibration et de rotation moléculaires d'une molécule linéaire triatomique, on peut sélectionner la structure rotationnelle des bandes P et R à l'aide d'un système d'accord dans la cavité optique. Étant donné que les matériaux transparents dans l'infrarouge occasionnent des pertes importantes, on utilise presque toujours comme système d'accord de la fréquence un réseau de diffraction. En faisant tourner ce réseau on peut isoler une raie spectrale rotationnelle particulière des transitions électroniques. On peut aussi utiliser un interféromètre de Fabry-Pérot et obtenir ainsi une raie très fine. En pratique, cela veut dire qu'un ensemble continu de raies spectroscopiques séparées d'environ 1 cm-1 (30 GHz), associé à une substitution isotopique, peut être utilisé dans un espace allant de 880 à 1090 cm-1. Cette capacité des lasers CO2 de pouvoir s'accorder linéairement est surtout utilisée dans le cadre de la recherche.

## Applications

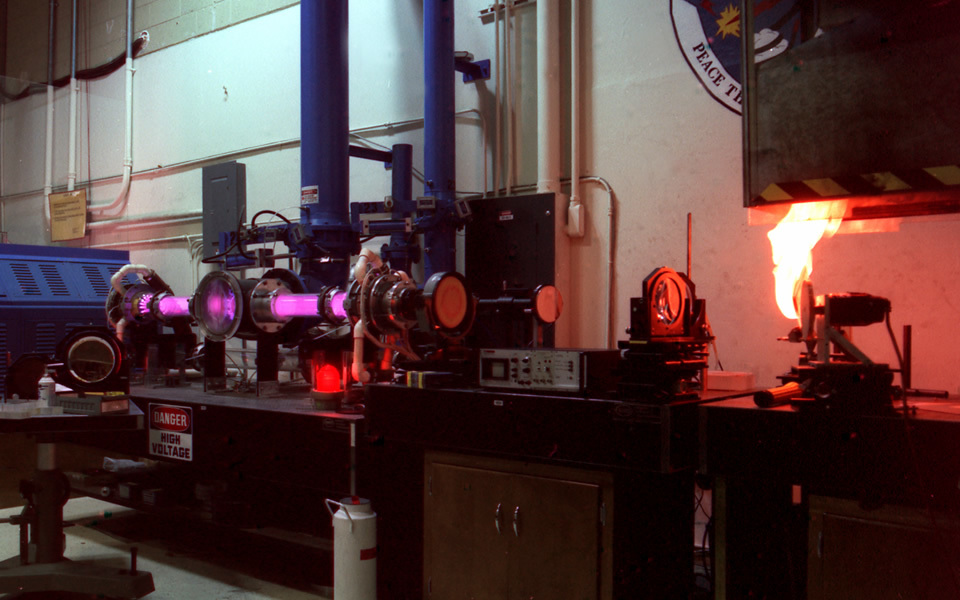
Une cible expérimentale est vaporisée puis enflammée par un laser au dioxyde de carbone d'une puissance de quelques dizaines de kilowatts.

Compte tenu des hautes puissances possibles associées à un coût raisonnable, les lasers au CO2 sont couramment utilisés dans l'industrie pour la découpe et la soudure, et, avec une moindre puissance, pour la gravure. On les retrouve aussi en chirurgie car ils opèrent sur une longueur d'onde très bien absorbée par l'eau, donc par les tissus vivants (chirurgie laser, lissage de la peau, rhytidectomie — qui consiste essentiellement en un brûlage de la peau pour favoriser la formation de collagène — et dermabrasion). On peut aussi utiliser le laser CO2 pour traiter certains défauts de la peau comme les papules perlées du gland ou pour l'ablation de protubérances par exemple.
Comme l'atmosphère terrestre est particulièrement transparente à l'infrarouge (surtout en dehors des raies d'absorption de l'eau), les lasers au CO2 sont aussi utilisés à des fins militaires (télémétrie) en utilisant les techniques du Lidar.